# Koncesjonariusz
Koncesjonariusz (od łac. concessio – zgoda, pozwolenie) – podmiot gospodarczy na którego rzecz wydana została odpowiednia decyzja administracyjna (koncesja), wykonujący działalność w ramach i zgodnie z udzieloną koncesją. 
Zobowiązany jest do poddania się kontroli działalności gospodarczej w ramach udzielonej koncesji przez koncedenta.